# 福澤もろ
福澤 もろ（ふくざわ もろ、1952年1月9日 - 2002年5月18日）は、日本の男性シンガーソングライター。静岡県沼津市出身。

## 略歴
高校時代よりバンド活動を開始し、1976年、「高度1万マイル」（矢野顕子参加）でデビュー。
1980年に、「7:00AM」（YMO、白鳥英美子参加）が新曲ベスト5にノミネートされる。
1983年、代表作「宇宙の唄」を制作（後にNHK『みんなのうた』で放映）。
1989年に、初のソロアルバム『HOLY NIGHT』をリリース。この頃、心臓病を患うが回復し、以後、数枚のソロアルバムを発表。日立マクセルのTV-CMに提供した楽曲が高い評価を受けるなど、活動の場を広げていた。
2002年に、心臓病により死去。50歳没。

## 作風
デビュー当初は、ニューミュージック調のポップスを制作していたが、やがて、音楽によって本当の幸せを表現することを目的に、「癒やし」・「愛」・「ヒューマン」等のテーマを、シンプルだが完成度の高いメロディーと親しみやすい言葉で表現し、美しい歌声で歌い上げる独自のスタイルを確立した。

## エピソード
福澤と親交の深かった細野晴臣が、福澤を「私の知る限り、唯一のシャーマン音楽家」であると評しているように、福澤は、幼少期よりたびたび他界と交わるような不思議な出来事を経験していたようである。そもそも、音楽を始めたのも、11歳の誕生日を迎えるころ、「喉の神様」が福澤の体の中に住み始めたことがきっかけであるという。また、代表作「宇宙の唄」は、頭の中に聞こえてきた唄をそのまま曲にしたものであると福澤は語っている（福澤の神秘的な体験については、著書『宇宙からの手紙』に詳しい）。

## 作品リスト
- ソロアルバム
  - 『HOLY NIGHT』（サークルレコード MRO-01、1989年）
  - 『おんがくの木』（サークルレコード MRO-02、1991年）
  - 『Live - Vocal & Piano Vol.1 』（サークルレコード MRO-03、2002年）
  - 『Live - うちゅうのうた』（サークルレコード MRO-05、2002年）
  - 『ヒーリングチャント 宮古島』（サークルレコード MRO-06）
  - 『月の砂漠』（サークルレコード MRO-07）
  - 『のと・たなばた Love Songs』（サークルレコード MRO-08）

- 提供曲
  - 森山良子「あなたへのラブソング」
  - 石川セリ「マクロコスモス」
  - 白鳥英美子「10月の風景」
  - LOVE,PEACE&TRANCE（小川美潮、遊佐未森、甲田益也子、細野晴臣のユニット）「はすクリア」

- 参加作品
  - 『NHK-FMラジオドラマ マージナル オリジナルイメージアルバム』（細野晴臣・長岡成貢との共作、テイチクピクチャーレーベル 30CH-337）

- 著書・エッセイ
  - 『宇宙からの手紙』（大和出版、1997年）

| スタブアイコン | サブスタブ | この項目は、まだ閲覧者の調べものの参照としては役立たない、音楽関係者（バンド等）に関連した書きかけの項目です。この項目を加筆・訂正などしてくださる協力者を求めています（P:音楽/PJ:芸能人）。 |